# Sint-Pauluskathedraal (Namirembe)
De Sint-Pauluskathedraal (Engels: Saint Paul's Cathedral Namirembe of Namirembe Cathedral) op de heuvel Namirembe in de Oegandese hoofdstad Kampala is de kathedraal van het anglicaanse bisdom Namirembe en de hoofdkathedraal van de Anglicaanse Kerk van Oeganda.
De kerk is tussen 1915 en 1919 gebouwd op de heuvel Namirembe waar vier eerdere kerken gestaan hebben, en is de oudste kathedraal van Oeganda. Van 1919 tot 1967 diende de kathedraal als de hoofdkathedraal van de Anglicaanse Kerk van Oeganda. In de jaren 1960 verhuisde de zetel naar de Allerheiligenkerk in Nakasero, maar verhuisde later terug naar Namirembe.